# Ned Flanders

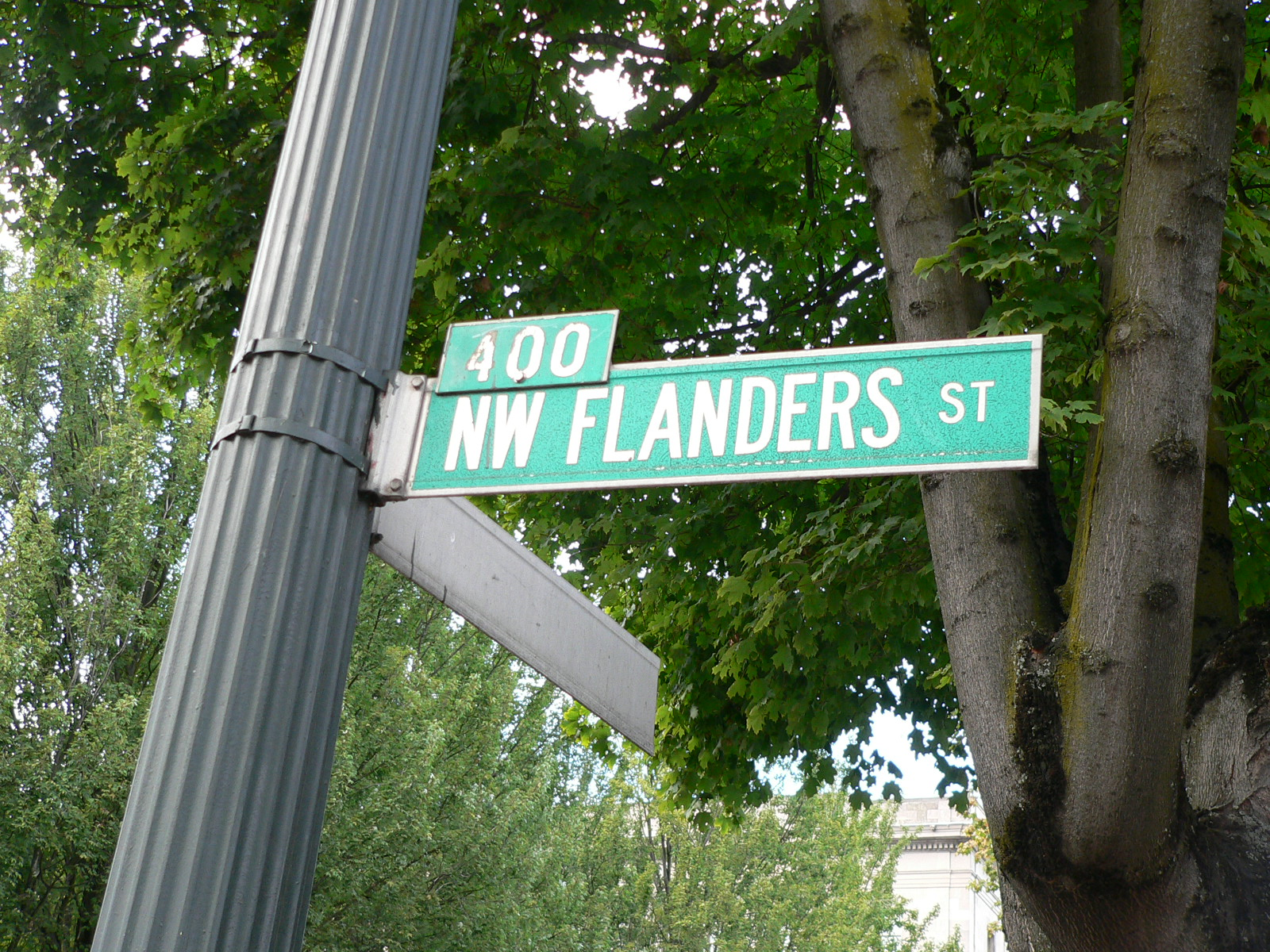
Carrer dedicat al personatge a la ciutat de Portland.

Ned Flanders és un personatge de ficció de la sèrie de televisió Els Simpson. És un veí de la família Simpson.
La veu original és de Harry Shearer. A Amèrica Llatina fins a la quinzena temporada (inclosa) estava doblat per Agustín Sauret, actualment reemplaçat per Oscar Gómez. A Espanya està doblat per Carlos del Pi.

## Biografia
De fe cristiana irritant, moralista, i gran devot, amb la seva dona Maude (morta en un dels capítols) i els seus 2 fills Rod i Todd, pares Hippies Mico God (no se sap si aquest és el nom) i Ned Flanders. Sol ser fantasia sexual de les dones de Springfield. Es caracteritza per les seves frases cursis i plenes de diminutius, com De acuerdillo, o Hola-holita vecinillo, perfectirijillo, hasta luegillo, etc.
Després de la mort de la seva dona Maude, es veu involucrat amorosament amb una estrella de cançons cristianes i una súper estrella. Posseïx una botiga (Zurditorium a Espanya, Zurdorama a Hispanoamérica) des d'abans de la mort de la seva esposa.
La seva veritable edat és de 60 anys, en un capítol es posa de manifest que posseïx un carnet de jubilat, el que significa que té almenys 50 anys.
Ned Flanders tenia una esposa, Maude Flanders (morta), i té dos fills, Rod Flanders i Todd Flanders. Ned probablement va dir als seus fills Rod i Todd perquè els seus noms, en anglès, rimen amb Déu (en anglès God). Una teoria alternativa seria que rimés amb Maude, la seva mare, el nom de la qual també rima amb Déu, qui Ned venera a l'instant d'idolatria. El nom de la seva mare va ser revelat com Mico (bastant estrany, ja que també és el nom de la mare de Homer Simpson).
Quan Lisa Simpson estava per néixer, Bart Simpson es va quedar a casa de Flanders. En aquest moment, l'àvia de Ned Grandma Flanders també vivia amb ell i la seva família. Molt anciana, l'àvia de Flanders crida a Bart Joe, i també crida Miguel a Flanders.
Ned és vidu de Maude Flanders i està casat amb una cambrera de Les Vegas qu es diu Ginger. Després Ginger va seguir el camí de Ned (L'esposa de Les Vegas de Homer va fer el mateix), Ned i els seus fills intenten canviar l'estil de vida de Ginger a l'estil de vida cristià de Ned. Tanmateix, això la torna boja i provoca la seva fugida. Té una casa a Evergreen Terrace.